# António dos Santos Fonseca
António dos Santos Fonseca (Faro, 6 de Dezembro de 1858 - Lisboa, 15 de Janeiro de 1937) foi um militar português.

## Biografia
Nasceu na cidade de Faro.
Enveredou pela carreira militar, no ramo da Infantaria, tendo feito várias missões de serviço no Ministério da Guerra. Em 24 de Novembro de 1881, o jornal O Algarve noticiou que «esta no goso de licença registada em Faro, o nosso patricio Antonio dos Santos Fonseca, alferes de infantaria 7 e irmão do nosso dilecto amigo e colega Manoel dos Santos Fonseca». Em 1889 foi um dos ajudantes do comandante que organizou um cordão sanitário na fronteira com Espanha, devido a uma epidemia de cólera, missão pela qual foi louvado. Em 1918 já tinha sido promovido a coronel, tendo o jornal O Algarve reportado em 21 de Julho desse ano que «estão na Curia, no uso das aguas, os nossos comprovicianos residentes na capital srs. coronel Antonio dos Santos Fonseca e seu conhado Aurelio Romero.
Destacou-se por ter oferecido o relógio que foi colocado no Arco da Vila, um arco triunfal situado no centro histórico de Faro.
Ao longo da sua vida recebeu várias condecorações, destacando-se os oficialatos de Avis e de Cristo.
Faleceu em Janeiro de 1937, tendo o corpo sido depositado no jazigo de família, no Cemitério Oriental de Lisboa. Estava casado com Maria Romero dos Santos Fonseca, e foi pai de Ema Romeiro dos Santos Fonseca da Câmara Reis.